# Thomas Vollmer
Thomas Vollmer (* 29. April 1954 in Hilten) ist ein deutscher Erziehungswissenschaftler.

## Studium
Nach dem Abschluss der Realschule 1970 in Gieboldehausen machte er von 1970 bis 1971 eine Ausbildung zum Feinmechaniker und von 1971 bis 1975 einen Abschluss zum Radio- und Fernsehtechniker. Von 1977 bis 1980 studierte er Elektrotechnik, Fachrichtung Nachrichtentechnik, an der Universität Kassel (1980 Dipl.-Ing. (FH)). Von 1981 bis 1986 studierte er Berufspädagogik mit den Fächern Elektrotechnik und Gesellschaftslehre / Sozialkunde an der Universität Kassel (1985 erstes Staatsexamen für das Lehramt an beruflichen Schulen gewerblich-technischer Fachrichtung). Nach dem Vorbereitungsdienst (1986–1987) für das  Lehramt an berufsbildenden Schulen gewerblich-technischer Fachrichtung im Studienseminar Kassel / Kreisberufsschule Melsungen  erwarb er 1987 das zweite Staatsexamen für das Lehramt an beruflichen Schulen gewerblich-technischer Fachrichtung. Nach der Promotion 1995 zum Doktor der Wirtschafts- und Sozialwissenschaften (Dr. rer. pol.) bei Hans Martin und Ekkehart Frieling im Fachbereich Berufspädagogik, Polytechnik, Arbeitswissenschaft der Universität Kassel war er von 2000 bis 2017 Universitätsprofessor für „Erziehungswissenschaft unter besonderer Berücksichtigung der Berufspädagogik, Schwerpunkt: Didaktik der beruflichen Fachrichtungen Metalltechnik / Elektrotechnik“ an der Universität Hamburg.

## Schriften (Auswahl)
- Belastungen und Beanspruchungen an Arbeitsplätzen mit CNC-Werkzeugmaschinen. Ziele, Methoden und Ergebnisse einer Falluntersuchung. Kassel 1995, ISBN 3-923697-13-9.
- mit Steffen Jaschke und Ralph Dreher (Hg.): Aktuelle Aufgaben für die gewerblich-technische Berufsbildung. Digitalisierung, Fachkräftesicherung, Lern- und Ausbildungskonzepte. Bielefeld 2018, ISBN 3-7639-1197-9.
- mit Steffen Jaschke, Martin Hartmann, Bernd Mahrin und Uli Neustock (Hg.): Gewerblich-technische Berufsbildung und Digitalisierung. Praxiszugänge – Unterricht und Beruflichkeit. Bielefeld 2019, ISBN 3-7639-6024-4.
- mit Torben Karges, Tim Richter, Britta Schlömer und Sören Schütt-Sayed (Hg.): Digitalisierung mit Arbeit und Berufsbildung nachhaltig gestalten. Bielefeld 2020, ISBN 3-7639-5833-9.